# 중대동 (양)
중대동(中大同, 546년 4월 ~ 547년 4월)은 양(梁) 무제(武帝) 소연(蕭衍)의 여섯번째 연호이다. 1년 동안 사용하였다.

## 개원
- 대동(大同) 12년 4월 14일[1](546년 5월 29일)에 연호를 중대동(中大同)으로 개원함.[2][3][4][5]

- 중대동(中大同) 2년 4월 21일[6](547년 5월 25일)에 연호를 태청(太淸)으로 개원함.[2][3][7][5]

## 연대 대조표
| 중대동      | 원년            | 2년        |
| 서기        | 546년           | 547년      |
| 간지        | 병인(丙寅)      | 정묘(丁卯) |
| 동위 (東魏) | 무정(武定) 4년  | 5년        |
| 서위 (西魏) | 대통(大統) 12년 | 13년       |

## 동시대 연호

### 한국
신라(新羅)
- 건원(建元) (536년 ~ 551년)

### 중국
동위(東魏)
- 무정(武定) (543년 ~ 550년)

서위(西魏)
- 대통(大統) (535년 ~ 551년)

고창국(高昌國)
- 장화(章和) (531년 ~ 548년)

### 베트남
전 리 왕조(前李朝)
- 티엔득(天德) (544년 ~ 548년)

## 같이 보기
- 중국의 연호 목록